# 高尾野町
高尾野町（たかおのちょう）は、鹿児島県の北西部に存在した町。
2006年3月13日、隣接する出水市・野田町と新設合併して新市制による出水市となり、消滅した。

## 地理
鹿児島県の北部に位置する。町域の北西部は出水市の飛地を挟んだ飛地となっている。
新・出水市発足後の高尾野町の読み方は「たかおのまち」に変更されている。

## 歴史
- 1889年 - 町村制施行により、下高尾野村・唐笠木村・上水流村・下水流村・柴引村・大久保村が合併し、高尾野村となる。
- 1932年1月1日 - 高尾野村が町制施行。高尾野町となる。
- 1950年8月1日 - 出水市の一部を編入。
- 1959年4月1日 - 高尾野町と江内村が新設合併。新町制による高尾野町となる。
- 2006年3月13日 - 出水市・野田町と合併し消滅。

## 行政
- 町長：平原三男（廃止時）

## 産業
そば・植木の生産が盛んである。

## 教育
中学校
- 高尾野町立高尾野中学校
- 高尾野町立江内中学校

小学校
- 高尾野町立高尾野小学校
- 高尾野町立下水流小学校
- 高尾野町立江内小学校

## 交通
最寄り空港は鹿児島空港。

### 鉄道
- 肥薩おれんじ鉄道
  - 肥薩おれんじ鉄道線：高尾野駅

### バス路線

#### 一般路線バス
- 南国交通

### 道路

#### 高速道路
- 北薩横断道路（地域高規格道路）
  - 中屋敷インターチェンジ - 高尾野インターチェンジ

#### 一般国道
- 国道3号
- 国道504号

## 名所・旧跡・観光スポット・祭事・催事
- 鹿児島県のツルおよびその飛来地（国の特別天然記念物）
- 紫尾神社
- 兵六踊り
- 中の市（そば市）：3月
- 高尾野夏まつり：8月
- 植木市：10月 - 5月

## 出身有名人
- 神重徳 - 大日本帝国海軍　少将
- 先崎一 - 初代陸上自衛隊統合幕僚本部議長
- 執印テル - ジャーナリスト
- 内山俊彦 - プロサッカーヴィッセル神戸選手